# Bundesliga (béisbol)
La Bundesliga de béisbol es la competición de élite para el deporte del béisbol en Alemania. El campeón masculino alemán se determina cada año, como en la mayoría de las ligas deportivas en Europa, y la Bundesliga utiliza un sistema de ascensos y descensos. La primera división de la Bundesliga estará compuesta por quince equipos en 2022, distribuidos en dos conferencias, norte y sur, y cada equipo jugará cuatro partidos contra los equipos de su propia conferencia, clasificándose los cuatro primeros de cada conferencia para una ronda interliga que determinará los cruces de los play-offs, que a su vez servirán para dilucidar el campeón, que jugará la Copa Europea de Béisbol. El resto de equipos jugarán los play-downs para determinar los descensos.

## Equipos
| Conferencia norte      | Conferencia norte | Conferencia norte                       | Conferencia norte | Conferencia norte |
| Equipo                 | Ciudad            | Estadio                                 | Fundado           |                   |
| ---------------------- | ----------------- | --------------------------------------- | ----------------- | ----------------- |
| Paderborn Untouchables | Paderborn         | Ahorn-Ballpark                          | 1990*             |                   |
| Dortmund Wanderers     | Dortmund          | Ballground Hoeschpark                   | 1989              |                   |
| Bonn Capitals          | Bonn              | Stadion Rheinaue                        | 1989*             |                   |
| HSV Stealers           | Hamburgo          | Hamburger Baseball Park                 | 1985              |                   |
| Cologne Cardinals      | Colonia           | Baseball-Anlage Reitstadion             | 1983*             |                   |
| Dohren Wild Farmers    | Dohren            | Sportanlage SV Dohren                   | 1990*             |                   |
| Berlin Flamingos       | Berlín            | Flamingo Park                           | 2011*             |                   |
| Conferencia sur        |                   |                                         |                   |                   |
| Equipo                 | Ciudad            | Estadio                                 | Fundado           |                   |
| Heidenheim Heideköpfe  | Heidenheim        | New Heideköpfe Ballpark                 | 1992*             |                   |
| Regensburg Legionäre   | Ratisbona         | Armin-Wolf-Arena                        | 1987*             |                   |
| Mannheim Tornados      | Mannheim          | Roberto Clemente Feld                   | 1975*             |                   |
| Haar Disciples         | Haar              | Ballpark Eglfing                        | 1990*             |                   |
| Mainz Athletics        | Maguncia          | An der Sandflora                        | 1988*             |                   |
| Ulm Falcons            | Ulm               | Ballpark Pfaffenhau                     | 1989              |                   |
| Stuttgart Reds         | Stuttgart         | TVC BALLPARK am Schnarrenberg           | 1986              |                   |
| Tübingen Hawks         | Tubinga           | Tübingen Hawks Baseball & Softball e.V. | 1985              |                   |

## Campeones de la Bundesliga
| - 1951: BC Stuttgart - 1952: Frankfurt Juniors - 1953: Frankfurt Juniors - 1954: Mannheim Knights - 1955: Frankfurt Juniors - 1956: Mannheim Knights - 1957: MEV München - 1958: Mannheim Knights - 1959: Mannheim Knights - 1960: TB Germania Mannheim - 1961: TB Germania Mannheim - 1962: Bayern de Múnich - 1963: TB Germania Mannheim - 1964: TB Germania Mannheim - 1965: VFR Mannheim - 1966: VFR Mannheim - 1967: Colt 45 Darmstadt - 1968: Colt 45 Darmstadt - 1969: Bayern de Múnich - 1970: VFR Mannheim | - 1982: Mannheim Tornados - 1983: Mannheim Amigos - 1984: Mannheim Tornados - 1985: Mannheim Tornados - 1986: Mannheim Tornados - 1987: Mannheim Tornados - 1988: Mannheim Tornados - 1989: Mannheim Tornados - 1990: Köln Cardinals - 1991: Mannheim Tornados - 1992: Mannheim Amigos - 1993: Mannheim Tornados - 1994: Mannheim Tornados - 1995: Trier Cardinals - 1996: Trier Cardinals - 1997: Mannheim Tornados - 1998: Köln Dodgers - 1999: Paderborn Untouchables - 2000: Lokstedt Stealers - 2001: Paderborn Untouchables | - 2002: Paderborn Untouchables - 2003: Paderborn Untouchables - 2004: Paderborn Untouchables - 2005: Paderborn Untouchables - 2006: Solingen Alligators - 2007: Mainz Athletics - 2008: Regensburg Legionäre - 2009: Heidenheim Heideköpfe - 2010: Regensburg Legionäre - 2011: Regensburg Legionäre - 2012: Regensburg Legionäre - 2013: Regensburg Legionäre - 2014: Solingen Alligators - 2015: Heidenheim Heideköpfe - 2016: Mainz Athletics - 2017: Heidenheim Heath Heads - 2018: Bonn Capitals - 2019: Heidenheim Heath Heads - 2020: Heidenheim Heath Heads - 2021: Heidenheim Heath Heads |